# Гёнци, Йозеф
Йо́зеф Гёнци (венг. Gönci Jozef, род. 18 марта 1974) — словацкий стрелок из винтовки венгерского происхождения, двукратный бронзовый призёр Олимпийских игр. Знаменосец сборной Словакии на церемонии открытия Олимпийских игр 2012 года.
Йозеф Гёнци родился в 1974 году в Кошице (ЧССР). Неоднократно становился чемпионом Европы в различных видах стрелкового спорта, в 1996 и 2004 годах завоёвывал бронзовые медали Олимпийских игр в стрельбе из винтовки лёжа на 50 м.